# South Wonston
South Wonston es una parroquia civil situada en el distrito de Winchester, en Hampshire, Inglaterra (Reino Unido). Según el censo de 2021, tiene una población de 3000 habitantes.